# Muro Tenente
Muro Tenente è un insediamento messapico sito tra l'odierna Latiano e Mesagne.

## Localizzazione
Muro Tenente è situata a 2 km da Latiano e 5 km da Mesagne e ricade oggi sotto l'amministrazione di quest'ultima. Questo oppidum messapico viene spesso identificato con la Scamnum nota dalla Tabula Peutingeriana. Ad una prima osservazione, tale identificazione sembra in contrasto con i risultati delle ricerche archeologiche condotte in quest’area dalla Missione Archeologica Olandese, le quali hanno dimostrato che il sito venne definitivamente abbandonato entro il I secolo dopo Cristo, vale a dire tre secoli prima della redazione definitiva della Tabula Peutingeriana. Tuttavia, a sostegno dell’identificazione di Muro Tenente con Scamnum, oggi vengono in aiuto studi sempre più dettagliati, i quali ritengono la Tabula non una “fotografia” dell’itinerario stradale romano del IV secolo dopo Cristo, ma piuttosto un palinsesto di documenti, tra i quali anche alcuni elementi dell’Orbis Pictus redatto da Marco Vipsanio Agrippa nel corso della prima età imperiale romana. Se così fosse, l’ipotesi che la statio di Scamnum possa essere localizzata a Muro Tenente, concorderebbe con i risultati degli scavi e delle ricognizioni archeologiche, i quali stanno documentando un nucleo insediativo di età tardo-repubblicana/primo imperiale, dai caratteri differenti rispetto all’insediamento fortificato di età ellenistica, ma ancora ben distinto, ubicato poco a Sud di una strada glareata dalle caratteristiche compatibili con una strada consolare e orientata in maniera coerente con il tracciato della Via Appia

## Storia
Muro Tenente era un sito fortificato messapico di medie dimensioni (circa 50 ha) come se ne trovavano nel Salento nel periodo precedente la colonizzazione romana (dall'età del ferro al IV-III secolo a.C.).
Dalle indagini archeologiche del territorio di Muro è emerso che la zona interna al ciglione era abitata già nel Neolitico, tra il IX e il III millennio a.C. circa, con una presenza molto marcata nell'Età del ferro, nell'VIII secolo a.C.
Pochi e sparsi sono i manufatti ritrovati dell'età mesolitica, neolitica e del bronzo. Solo con l'età del ferro si hanno abitazioni costituite da capanne e inizia una continuità abitativa che porterà dalla estensione di circa 9 ettari (al centro del sito) fino ai 50 ha circa dell'età ellenistica, quando si ebbe la massima fioritura.
La storia della civiltà messapica e quindi di Muro Tenente cambia infatti quando cominciano a diventare più intensi i contatti (e le forti tensioni) con i Greci. Verso la fine dell'VIII secolo a.C. gli Spartani fondano la colonia di Taranto;
(D. Yntema - Le ricerche dell'équipe olandese di Amsterdam nell'area brindisina)
A Muro Tenente sono stati condotti scavi da parte della Soprintendenza per i Beni Archeologici della Puglia (anni 1981-1993) che hanno fornito preziose notizie per lo studio degli insediamenti messapici mettendo in luce numerose sepolture, strade, fornaci di epoca ellenistica e fondazioni di vari nuclei abitativi, databili al IV secolo a.C. Anche gli scavi condotti dalla Libera Università di Amsterdam (anni 1992-2002) hanno evidenziato frammentari resti di case di età ellenistica (IV-III secolo a.C.) "dove si sono riconosciute le strutture di ambienti affiancati, aperti su cortili interni ed allineati lungo le strade, larghe circa m.4, che sembrano tracciate su assi regolari.
All'età ellenistica risalgono anche le fortificazioni di Muro Tenente, anzi sono state proprio le mura, che misurano 2.675 m "a fornire il toponimo all'intera località, dal Medioevo in poi, chiamata alternativamente Paretone/Paretalto e Muro".
Con la conquista romana di Taranto (272 a.C.) inizia la "romanizzazione" del Salento con una serie di campagne militari.
(J. Boersma, D. Yntema, Valesio, Fasano 1987, pag. 28)
Con la colonizzazione romana comincia a Muro Tenente una lenta decadenza che porterà ad una contrazione dell'abitato fino all'abbandono totale nel periodo tardo-imperiale.
(G. J. Burgers, Le ricerche a tappeto: un esempio di urban survey)
La zona archeologica di Muro Tenente ha quindi le caratteristiche di un "sito fortificato", come quelli ritrovati ad Oria e a Valesio: con una popolazione che raggiunse il massimo sviluppo attorno al III secolo a.C. e che, nelle vicinanze delle abitazioni, aveva pascoli e terreni coltivati.
Nel Medioevo nella zona si sviluppò un casale chiamato Paretalto o Paretone.

## La ricerca archeologica
L'area di Muro tenente è stata interessata da scavi archeologici da parte della Soprintendenza Archeologica della Puglia a partire dagli anni sessanta. Dagli anni '90, l'insediamento fortificato messapico è oggetto di studi da parte della Libera Università di Amsterdam sotto la direzione scientifica del Prof. G.-J. Burgers. Da queste indagini è emerso che la zona interna alla fortificazione risultava interessata da una presenza stabile a partire dall'età del ferro (fine VIII secolo a.C.), quando l'insediamento raggiunge i 9 ettari di estensione. In età arcaica e classica l'area abitata non sembra estendersi oltre la superficie occupata nel periodo precedente. Le testimonianze quantitativamente più consistenti appartengono ad età ellenistica (IV-III secolo a.C.), quando viene eretta una seconda cinta muraria a racchiudere un insediamento di circa 50 ha. Una delle attrazioni più importanti di Muro Tenente è costituita proprio dall'eccezionale stato di conservazione del circuito murario. Sopravvissuto alla conquista romana del Salento (267-266 a.C.), l'insediamento sembra non superare agevolmente la seconda guerra punica, quando le testimonianze archeologiche documentano un paesaggio urbano oramai disgregato e defunzionalizzato e la contestuale costruzione di una "villa rustica" romana, attiva fino al I secolo d.C. Nel Medioevo l'area fu interessata dal fenomeno dei villaggi medievali i quali, a livello archeologico, rimangono praticamente sconosciuti in questa parte del territorio Salentino.